# ساموئل سن خوزه
ساموئل سن خوزه (انگلیسی: Samuel San José؛ زادهٔ ۱ مارس ۱۹۸۴) بازیکن فوتبال اهل اسپانیا است که در اسکوبدو در پست مدافع میانی بازی می‌کند.